# Barnhouse
Barnhouse és el nom d'un assentament neolític descobert a les ribes del llac Harray, a les Illes Òrcades, a Escòcia, a poca distància de les Roques de Stenness. En aquest assentament s'han trobat les restes d'almenys 15 cases que guarden certa similitud amb les trobades a Skara Brae: en tots dos casos les edificacions tenen xemeneies centrals, llits contra les parets i vestidors de pedra, encara que els edificis de Barnhouse, a diferència dels de Skara Brae, semblen independents. S'ha trobat ceràmica estriada similar a la trobada entre les Roques de Stenness i a Skara Brae, així com eines de banya i os, i peces de vidre volcànic que es creu que poden provenir de l'Illa d'Arran.

## Descripció
L' edifici més gran de l'assentament tenia una habitació d'uns 7 m2 amb parets de 3 metres de grossor i una entrada orientada al nord-oest, de manera que la llum durant el solstici d'estiu travessava el corredor d'entrada, de manera similar al que succeeix en enterraments com Maeshowe.
Es pot accedir a l'assentament de Barnhouse per una sendera des de les Roques de Stenness.

## Patrimoni de la Humanitat
El grup de monuments neolítics de les Illes Òrcades comprèn una gran tomba amb cambres funeràries (Maeshowe), dos cercles de pedres cerimonials (les Pedres dretes de Stenness i l'Anell de Brodgar) i un lloc de poblament (Skara Brae), així com alguns llocs funeraris, cerimonials i assentaments humans que encara no s'han excavat. En conjunt, aquests vestigis formen un important paisatge cultural prehistòric, il·lustratiu de la manera de vida dels humans en aquest remot arxipèlag del nord d'Escòcia fa 5.000 anys.
Tot el conjunt fou declarat Patrimoni de la Humanitat per la Unesco l'any 1999 sota la denominació de Cor neolític de les Òrcades.

## Galeria d'imatges

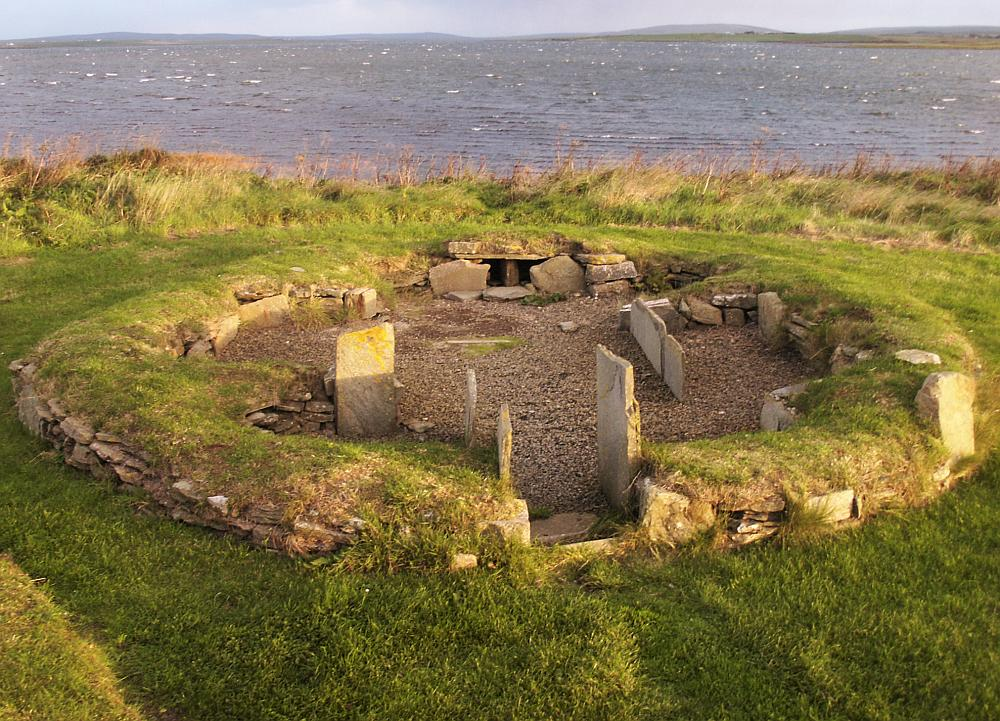
Restes d'una de les construccions de l'assentament de Barnhouse
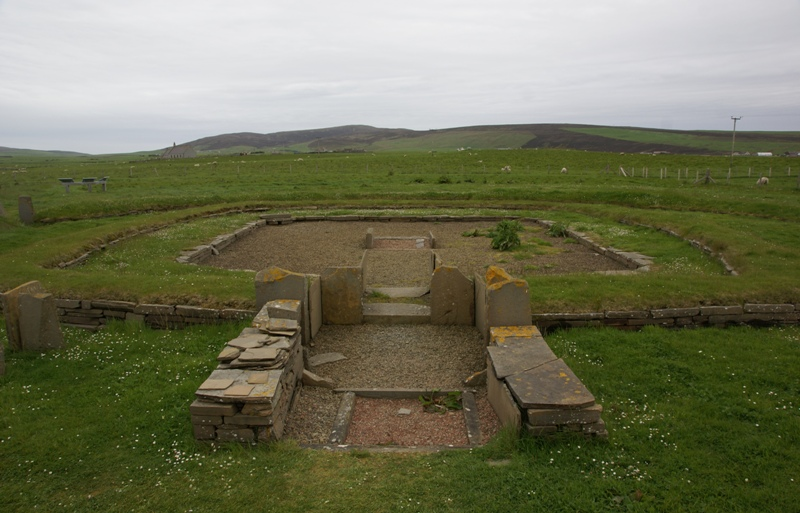
Estructures de Barnhouse
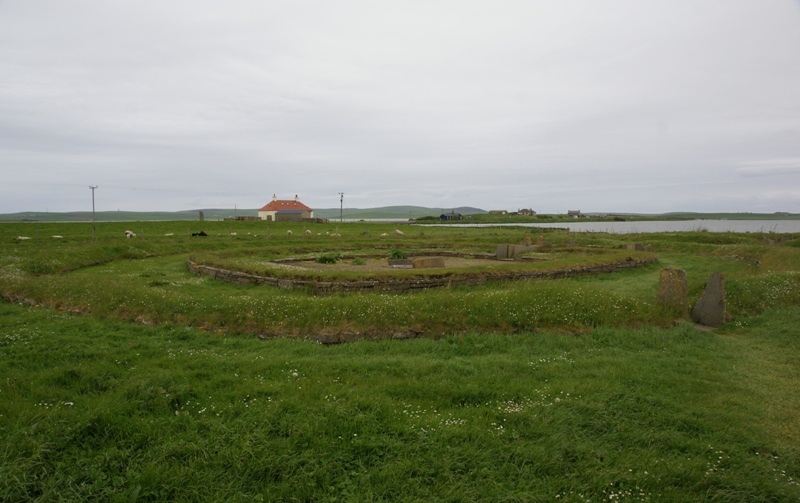
Vista de les estructures (casa núm. 8)
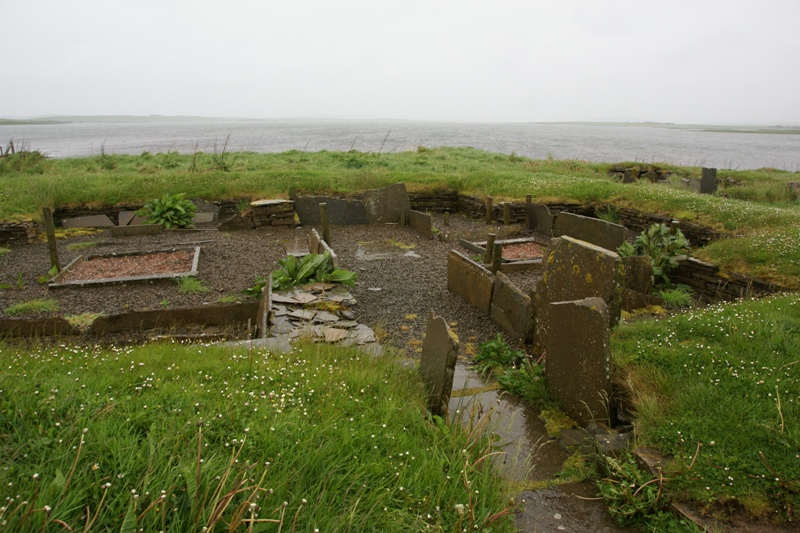
Casa núm. 2